# Hrinkow Advarics
Hrinkow Advarics is een Oostenrijkse wielerploeg die is opgericht in 2015 en gelijk deel mocht nemen aan wedstrijden in de continentale circuits van de UCI. De ploeg is opgericht door Alexander Hrinkow en zijn zoon Dominik. Tot en met 2019 was Dominik Hrinkow ook bij de ploeg actief als wielrenner, nadien werd hij een van de ploegleiders.

## Bekende (ex-)renners
- Clemens Fankhauser
- Andreas Müller (2015-2016)
- Andreas Graf (2015-2019)
- Mattia De Marchi (2017)
- Christian Mager (2017)
- Patrick Bosman (2017-2019)
- Sebastian Schönberger (2018)
- Jonas Rapp (2018-2024)
- Jonas Bokeloh (2019)
- Rainer Kepplinger (2021-2022)
- Jaka Primožič (2022-heden)
- Edward Ravasi (2023-heden)
- Riccardo Zoidl (2025-heden)

## Overwinningen
2015
7e etappe An Post Rás: Andreas Müller
2e etappe Ronde van Szeklerland: Clemens Fankhauser
Eindklassement Ronde van Szeklerland: Clemens Fankhauser
2017
1e etappe Ronde van Szeklerland: Christian Mager
2e etappe Ronde van Szeklerland: Patrick Bosman
Eindklassement Ronde van Szeklerland: Patrick Bosman
2019
2e etappe Ronde van Szeklerland: Dominik Hrinkow
Eindklassement Ronde van Szeklerland: Jonas Rapp
2021
2e etappe Giro della Regione Friuli Venezia Giulia: Jonas Rapp
Eindklassement Giro della Regione Friuli Venezia Giulia: Jonas Rapp
2022
3e etappe Ronde van Małopolska: Jonas Rapp
Eindklassement Ronde van Małopolska: Jonas Rapp
3e etappe Ronde van Opper-Oostenrijk: Rainer Kepplinger
Eindklassement Ronde van Opper-Oostenrijk: Rainer Kepplinger
2024
GP Vorarlberg: Jaka Primožič
2025
3e etappe Ronde van Taiwan: Giacomo Ballabio

### Nationale kampioenschappen
2024
 Oostenrijks kampioen tijdrijden, beloften: Adrian Stieger